# Sintern

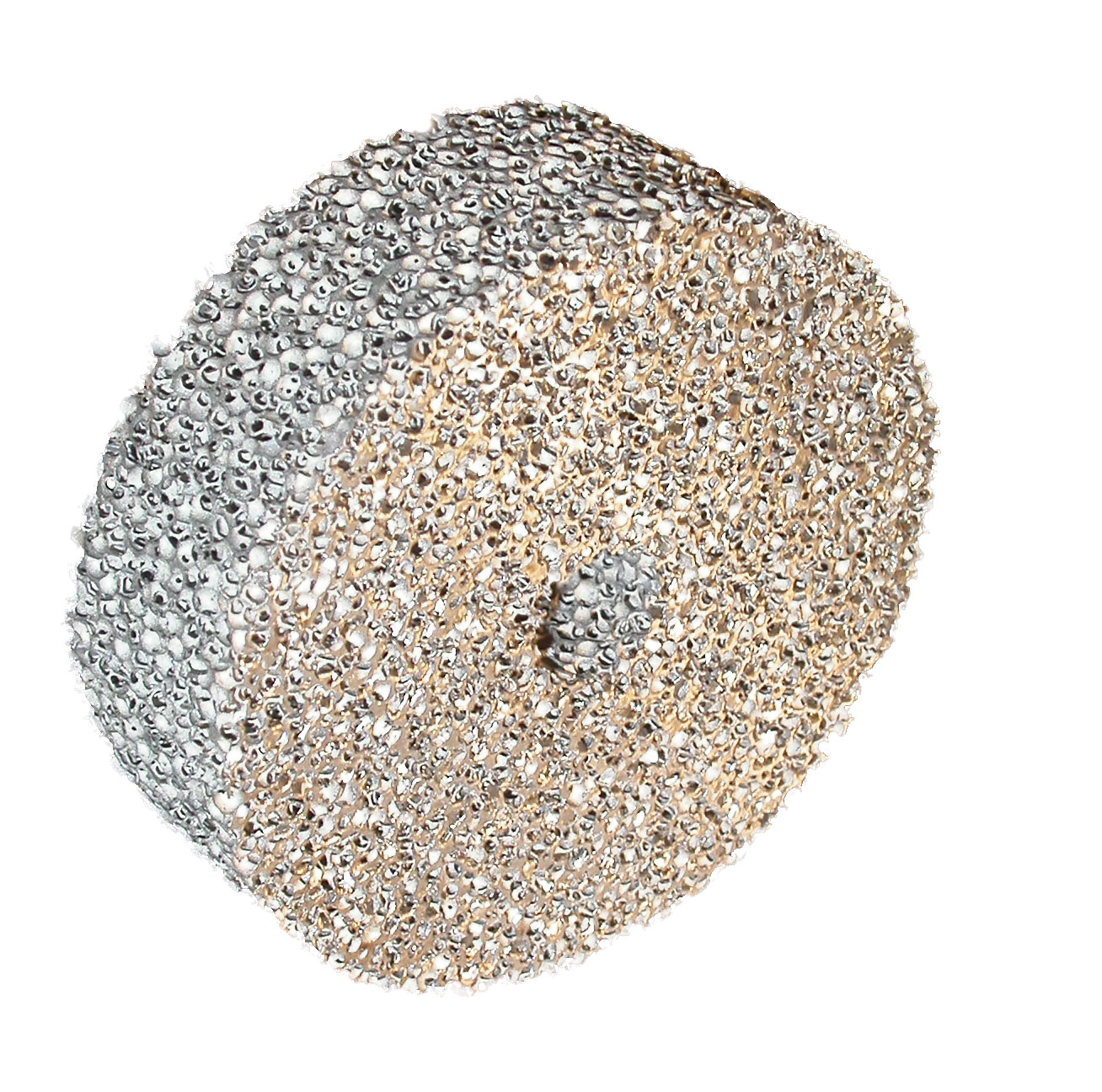
Gesinterter offenporiger Metallschaum

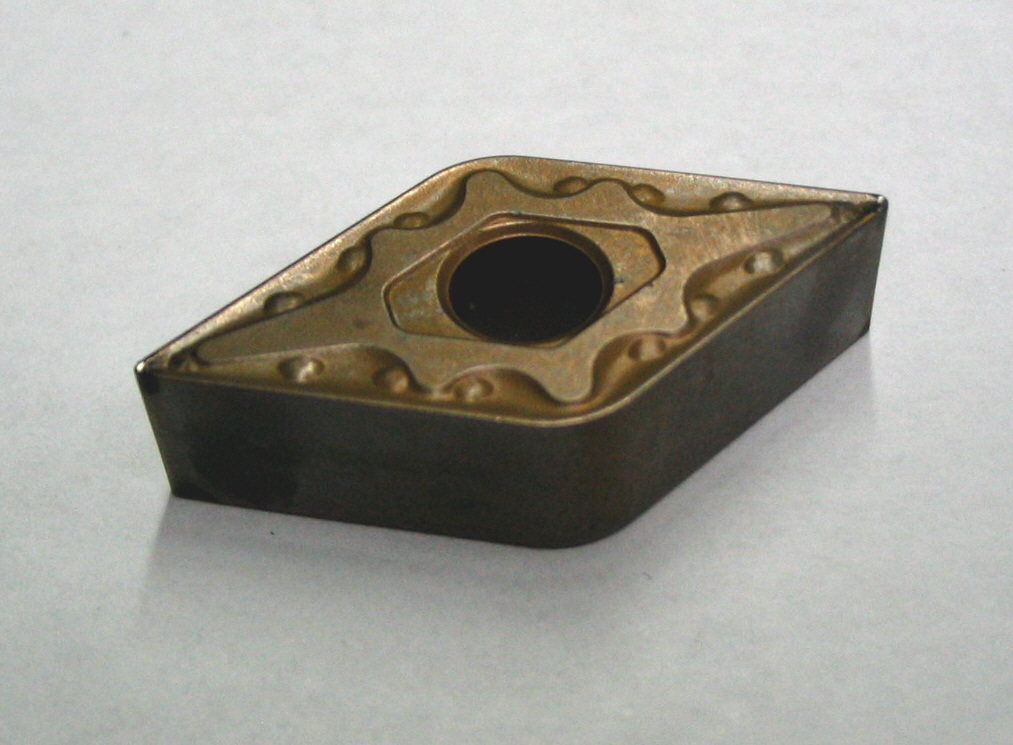
Wendeschneidplatte aus Sinterhartmetall mit einer Hartstoffbeschichtung

Sintern ist ein Verfahren zur Herstellung oder Veränderung von Werkstoffen. Aus dem in einem vorangegangenen Schritt hergestellten Grünkörper, bestehend aus fein- oder grobkörnigem Keramik- oder Metallgemisch, wird durch Wärmebehandlung ein festes Werkstück. Die Temperatur erreicht dabei jedoch nicht die Schmelztemperatur der Hauptkomponenten, so dass die Gestalt (Form) des Werkstückes erhalten bleibt. Es kommt in der Regel zu einer Schwindung, weil sich die Partikel des Ausgangsmaterials verdichten und Porenräume aufgefüllt werden. Dadurch erhält das Sintererzeugnis seine endgültigen, gewünschten Eigenschaften wie Härte, Festigkeit oder Temperaturleitfähigkeit.
Man unterscheidet grundsätzlich das Festphasensintern und das Flüssigphasensintern, bei dem es auch zu einer Schmelze kommt. Sinterprozesse besitzen große Bedeutung bei der Keramikherstellung („Sinterglaskeramik“) und in der Metallurgie („Sintermetalle“ und „Pulvermetallurgie“).

## Grundprinzip

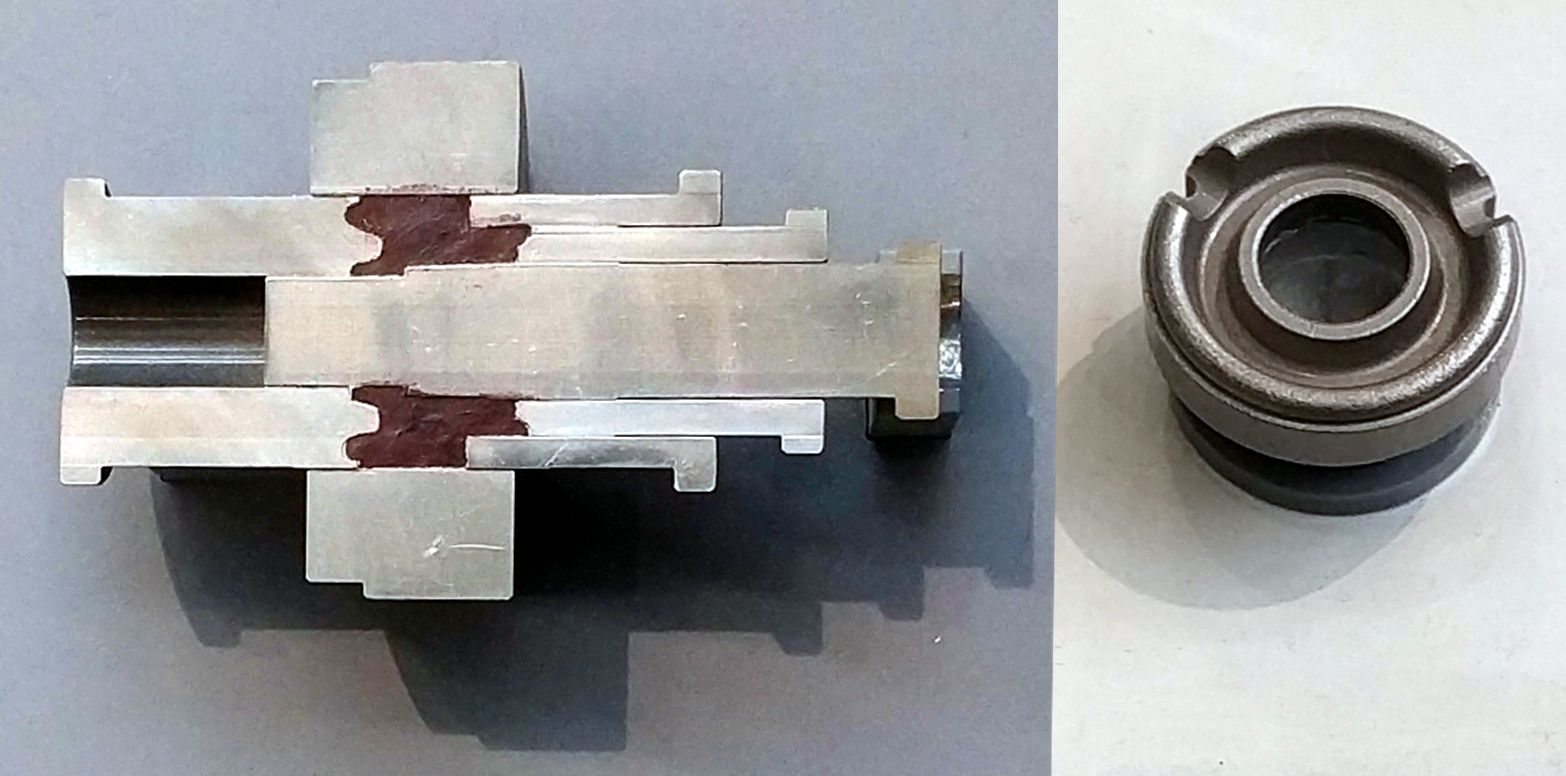
Querschnitt durch ein Sinterwerkzeug und das gesinterte Teil

Beim Sintern werden zumeist körnige oder pulvrige Stoffe vermischt und dann durch Erwärmung miteinander verbunden oder verdichtet. Im Gegensatz zur reinen Schmelze werden hierbei jedoch keine oder zumindest nicht alle Ausgangsstoffe aufgeschmolzen. Die Ausgangsstoffe werden also, umgangssprachlich formuliert, „zusammengebacken“. Es ist deshalb bei den zwei Fertigungsverfahren Urformen und Stoffeigenschaften ändern kategorisiert.
Beim Sintern macht man sich zunutze, dass Pulver eine große Oberfläche und damit eine große Oberflächenenergie besitzen, jedes System jedoch danach strebt, einen Zustand geringster freier Enthalpie einzunehmen. Beim Sintern vergrößern sich die einzelnen Körner, so dass die Oberflächenenergie sinkt. Zugleich steigt der Anteil abgesättigter chemischer Bindungen, so dass sich der Körper insgesamt verfestigt.
Die Pulvermassen werden zunächst in die Form des gewünschten Werkstücks gebracht. Dies erfolgt dabei entweder durch Verpressen der Pulvermassen (Herstellung technischer Produkte) oder durch Formung und anschließendes Trocknen (beispielsweise bei der Herstellung von Steinzeug oder Tongut). Hierbei muss wenigstens ein minimaler Zusammenhalt der Pulverpartikel gegeben sein. Ist dieser Zusammenhalt nicht gegeben, muss ein Bindemittel verwendet werden, wie z. B. beim kalten Gießen. Dieser sogenannte Grünling oder Grünkörper wird im Anschluss durch Wärmebehandlung unterhalb der Schmelztemperatur verdichtet und ausgehärtet.

## Geschichte
Das Sintern wird seit Erfindung der Keramik verwendet und das Verfahren wurde seither empirisch verfeinert. Das Brennen von Porzellan zählt hierbei zu den ältesten Anwendungen.
Während des Zweiten Weltkrieges wurden die ursprünglich kupfernen Geschossführungsringe in Deutschland (wegen des Kupfermangels) durch Sintereisen („SiFe“) ersetzt. Das war der erste Einsatz von Sintermetall in großem Stil. Eine systematische Erforschung des Sintervorgangs setzte jedoch erst in den 1950er Jahren mit der Entwicklung der Pulvermetallurgie ein, als man begann, Metallbauteile aus Pulverformkörpern herzustellen. Die dem Sintern zugrundeliegenden Phänomene konnten wegen der einfacheren chemischen Gegebenheiten bei Metallen leichter erforscht werden. Anschließend wurden die gewonnenen Erkenntnisse auch auf den Umgang mit Hochleistungskeramiken übertragen. Im Bereich der Silikatkeramik wird seither besonders die Kinetik des Sinterns untersucht.

## Vor- und Nachteile
Der größte Vorteil des Sinterns ist das Zusammenbringen von Ausgangsstoffen, welche sich auf andere Weise nur sehr schwer oder gar nicht zu einem neuen Werkstoff verbinden lassen.
Gesinterte Stoffe bestehen zumeist, chemisch gesehen, immer noch teilweise aus mikroskopischen Partikeln der Ausgangsstoffe. Sie sind also nicht so homogen wie z. B. Metalllegierungen. Aus diesem Grund können sie auch eine Porosität aufweisen, welche den Werkstoff für Flüssigkeiten und Gase durchgängig machen kann. Von gewissen Ausnahmen, z. B. bei der Herstellung von Filtern und Katalysatorbauteilen sowie Gleitlagern, abgesehen, ist diese Durchlässigkeit allgemein unerwünscht. Daher kommt es bei der Herstellung von Bauteilen zu teilweise erheblichem Ausschuss, dessen Anteil dann durch Nachbehandlung, wie z. B. Imprägnieren, verringert werden muss.
Ein weiterer Aspekt ist in diesem Zusammenhang ein teilweise erheblicher Volumenschwund. Er beträgt bei gewöhnlichen Grünkörpern meist 15–20 % in jeder Raumrichtung. Wird der Grünling einfach nur größer dimensioniert leidet bei ungleichmäßiger Schrumpfung schnell die Maßhaltigkeit. Beim Reaktionssintern kann eine Volumenänderung oft weitgehend verhindert werden.

## Sintervorgang
Der Sintervorgang läuft in drei Stadien ab, während derer sich die Porosität und das Volumen des Grünlings deutlich verringert. Im ersten Stadium erfolgt lediglich eine Verdichtung des Grünlings, wohingegen sich im zweiten Stadium die offene Porosität deutlich verringert. Die Festigkeit der Sinterkörper beruht auf den im dritten Stadium gebildeten Sinterhälsen, die durch Oberflächendiffusion zwischen den Pulverpartikeln entstehen.
In manchen Fällen erfolgt nach dem letzten Vorgang noch ein Kalibrieren des Werkstückes, meistens dann, wenn eine sehr hohe Maßgenauigkeit erforderlich ist, die durch den nicht exakt berechenbaren Volumenverlust nicht durch reines Sintern erreichbar ist. Dabei wird das quasi fertige Werkstück noch einmal unter hohem Druck in eine Form gepresst. Auf diese Weise ist eine hohe Maßhaltigkeit oder zum Beispiel die Einhaltung der technischen Toleranzen (Form- und Lagetoleranz) möglich.
Man wendet das Sintern heute im Bereich der Minerale (Keramik), technischen Keramik und Metalle (Pulvermetallurgie) an. Es wird auch im Bereich der Nanotechnologie verwendet, bei der durch das Einsintern einer Metallschicht (Silizidierung mit z. B. Wolfram, Titan oder Tantal) sich der Schichtwiderstand von Polysilizium deutlich senken lässt (MOS-Feldeffektbauelemente).
Im Bereich der additiven Fertigung verwendet man auch bahngesteuerte Laser, die das Verschmelzen lokal herbeiführen, und nennt dies Lasersintern.

## Wichtige Sinterprodukte
- Weichmagnetische Ferrite für Transformatoren und Drosseln in leistungselektronischen Geräten z. B. Schaltnetzteilen sowie Filter, Übertrager und Antennen vom Tonfrequenz- bis in den MHz-Bereich
- Bauteile wie Schneidkeramik, Elektroporzellan oder keramische Magnete
- Metallische Form- und Fertigteile in großen Serien,
  - vor allem in der Automobilindustrie, z. B. Lager und Lagerschalen, Gleitlager, Bauteile für Motoren und Getriebe, Siebe, Filter, Dauermagnete, Reib- und Bremsbeläge
  - aber auch Werkzeug-Teile oder Wendeschneidplatten aus Hartmetallen.
- die Zahntechnik verwendet Sintern zur Herstellung von Keramikzähnen und Verblendungen.

Die Entwicklung und Optimierung neuer Metallpulver erweitert ständig die Bereiche der Anwendungsmöglichkeiten für Sinterformteile (Automobilbau, Haushalts-, Heimwerker- und Büromaschinen).
Die Herstellung von Hohlkugelstrukturen erfolgt zum Beispiel durch Sintern von mit Metallpulver beschichteten Styroporkügelchen.

## Sintern in der Eisen- und Stahlmetallurgie

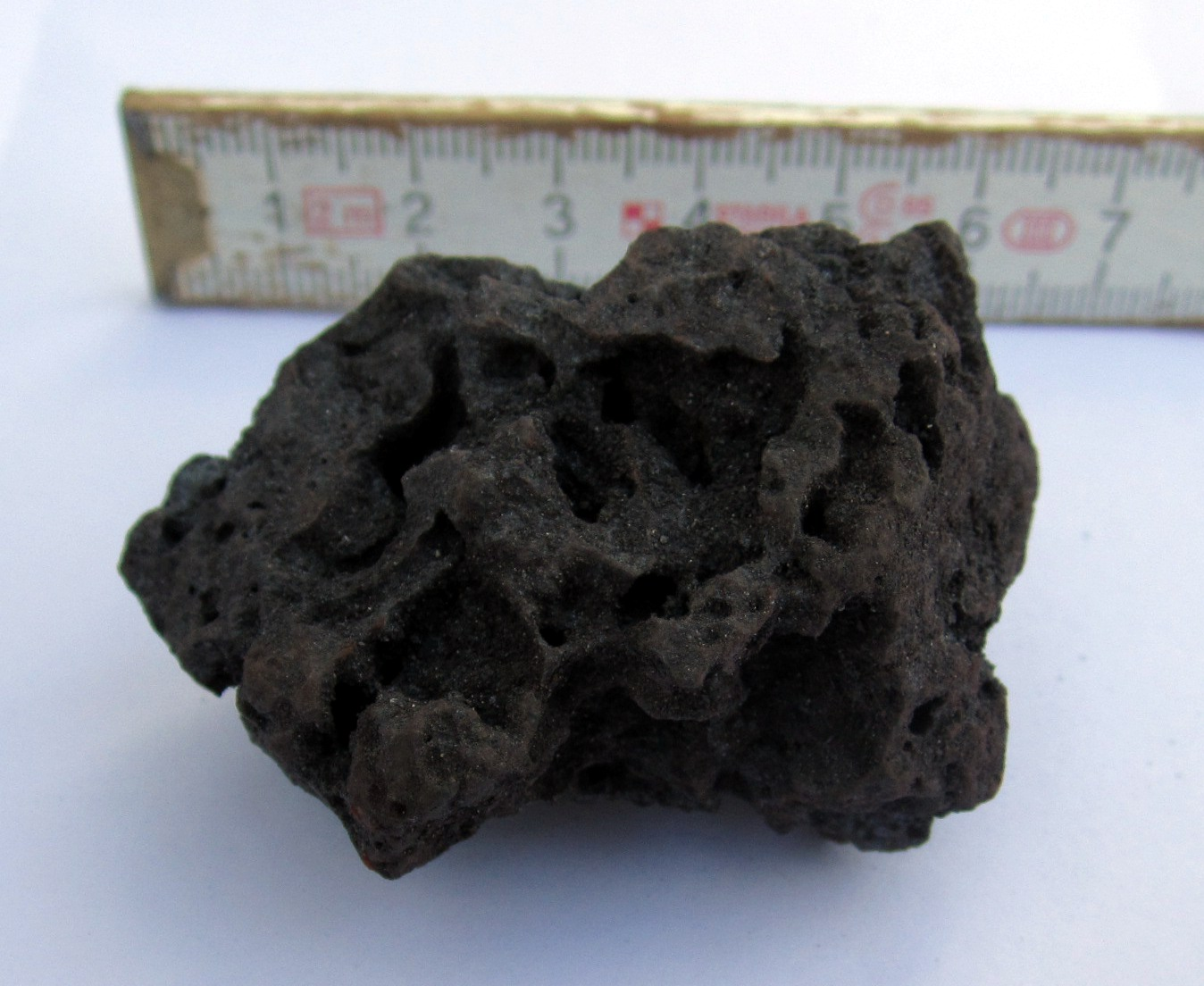
Gesintertes Eisenerz

Ziel des Sinterns in der Eisenmetallurgie ist es, nicht sofort einsatzfähige Feinerze und Konzentrate zu agglomerieren und damit dem Hochofenprozess zuzuführen.
Geschichtlich war die Grundüberlegung dazu, die durch das Sieben der Stückerze anfallenden Feinanteile (Feinerz) der Verarbeitung zuzuführen. Ziel ist, einen möglichst selbstgehenden Möller zu erzeugen.
Der bekannteste Sinterprozess für Roherze ist das Dwight-Lloyd-Verfahren:
Zum Sintern wird dafür ein Mischgut erzeugt, das aus Feinerzen, Kreislaufstoffen, Brennstoff (Koksgrus), Kalksandstein und Sintereigenabsiebung besteht. Dieses Mischgut wird mit Wasser vermischt und auf ein Endlosrostband geschichtet. Der in der Mischung enthaltene Koks wird dann durch Erdgas/Gichtgasflammen gezündet. Das unter dem Rostband befindliche Saugzuggebläse zieht nun die Brennfront durch die Mischung, sodass der Sinterkuchen am Abwurf des Bandes vollständig durchgebrannt ist.
Durch die im Prozess entstehende Wärme schmelzen die Feinerze oberflächlich auf, sodass ihre Körner eine feste Verbindung eingehen. Nach dem Brechen des Sinterkuchens wird er gekühlt und klassifiziert. Sogenannter Rostbelag und Sinterrückgut verbleiben in der Sinteranlage, der Fertigsinter wird dem Hochofen zugeführt.
Vorteile des Sinterns sind neben der Feinerz- und Kreislaufstoffverhüttung die Beseitigung des Glühverlustes und das Vorreduzieren der Erze.

## Sintern in der Keramik
Keramik ist einer der ältesten Werkstoffe und wird vielseitig eingesetzt. Bereits im Altertum spielten Ton und später Porzellan eine wichtige Rolle im Alltag. Heute sind neben den klassischen vor allem auch die sogenannten „technischen Keramiken“ von großer Bedeutung. Es handelt sich hierbei um keramische Produkte, die für technische Anwendungen hergestellt werden.
Sie zeichnen sich durch besondere Eigenschaften, wie etwa Verschleißfestigkeit, Härte, Druckfestigkeit, Hochtemperaturbeständigkeit, gute Wärmeleitfähigkeit oder elektrische Isolation aus.
Manche Keramiken besitzen zudem Halbleitereigenschaften (FeO, ZnO, SiC) oder Supraleitfähigkeit (YBa2Cu3O7-x).
Im Allgemeinen sind keramische Werkstoffe anorganisch, nichtmetallisch und in der Regel polykristallin. Sie sind überwiegend hart und spröde aufgrund ihrer ionischen und kovalenten Bindungen.
Keramiken lassen sich den Gruppen Silikat-, Oxid- und Nichtoxid-Keramik zuordnen.
- Zu den Silikatkeramiken gehören beispielsweise technische Porzellane, Steatit, Cordierit und Mullit-Keramiken. Hauptbestandteile sind Ton und Kaolin sowie Feldspat und Speckstein als Silikatträger.
- Oxidkeramiken enthalten zumeist über 90 % einphasige oder ein-komponentige Metalloxide. Die wichtigsten Vertreter sind Aluminiumoxid (Al2O3), Magnesiumoxid (MgO), Zirkoniumoxid (ZrO2), Aluminiumtitanat (Al2TiO5) und Piezokeramiken.
- Zur Gruppe der Nichtoxid-Keramiken gehören die Carbide (Siliciumcarbide mit unterschiedlichen Herstellungsverfahren, Borcarbid) und Nitride (Siliciumnitrid, Aluminiumnitrid, Siliciumaluminiumoxinitrid). Ein hoher Anteil an kovalenten Bindungen verleiht diesen Werkstoffen auch bei hohen Temperaturen sehr gute mechanische Eigenschaften – siehe Temperaturbeständigkeit.

Einzelne Keramikprodukte besitzen sehr vielfältige Eigenschaften. Demzufolge gibt es auch zahlreiche Herstellungsverfahren – je nach Anforderungsprofil des Bauteils, Art des Materials, Preis und Stückzahl. Insgesamt lassen sich die Produktionsprozesse jedoch in zwei große Schritte zusammenfassen – Formgebung und Verdichtung.

### Formgebung
Bei der Formgebung ist man bestrebt, eine homogene Packungsdichte, das heißt eine gleichmäßige Massenverteilung im gesamten Grünling zu erreichen. Darüber hinaus wird die Wahl des Formgebungsverfahrens auch durch Faktoren wie Art des Materials, Form des gewünschten Bauteils, beabsichtigte Stückzahl und Kosten beeinflusst.
Grundsätzlich stehen drei Arten der Formgebung zur Verfügung:
1. Pressen
2. Gießen
3. Plastische Formgebung

#### Pressen

##### Trockenpressen und Feuchtpressen
Hinsichtlich der Feuchtigkeit gibt es zwei Möglichkeiten für die Formgebung durch Pressen: Trockenpressen und Feuchtpressen.
Beim Trockenpressen beträgt der Wassergehalt des Rohstoffes weniger als 7 %. Diese Methode eignet sich insbesondere zur Herstellung großer Stückzahlen. Die Formwerkzeuge sind sehr kostspielig und lohnen sich zumeist nur bei großen Serien. Eine aufwändige Pulveraufbereitung und Beschränkungen bei der Bauteilgeometrie stellen neben möglichen Dichteunterschieden (innere Inhomogenitäten, Lunker) weitere Nachteile dar. Dem stehen allerdings auch Vorteile, wie die gute Reproduzierbarkeit, eine hohe Maßgenauigkeit und ein automatischer Prozessablauf gegenüber.
Die Alternative zum Trockenpressen ist das Feuchtpressen mit einem Wassergehalt von über 12 %. Diese Art der Formgebung ermöglicht komplizierte Geometrien und eine gleichmäßigere Dichteverteilung. Es ist jedoch eine Trocknung des Grünlings erforderlich. Zudem besitzen Pressteile aus feuchtkrümeligem Granulat eine geringere Verdichtung und somit eine geringere Festigkeit als Trockenpressteile.

##### Uniaxiales Pressen
Zur Herstellung beispielsweise plattenförmiger Körper wendet man häufig die Methode des uniaxialen Pressens an. Der Pressdruck wird dabei nur in eine Richtung auf den Körper ausgeübt.
Die Rieselfähigkeit des Pulvers (Kornform, Kornverteilungsfunktion) ist von großer Bedeutung, da von ihr die Verdichtungseigenschaften abhängen. Presshilfsmittel wie Öle und Wachse verbessern die Gleitfähigkeit und Verdichtbarkeit.
Das Schwindungsverhalten beim Trocknen und Brennen wird hauptsächlich durch die Homogenität der Verdichtung beeinflusst. Unterschiedliche Verdichtungen über den Probenquerschnitt entstehen oft aufgrund der Reibung der Masse am Formwerkzeug. Deshalb benötigt man bei steigendem Verhältnis L/D (Scherbendicke L, Probendurchmesser D) Gegendruck oder den fliegenden Mantel, wobei sich die Wände mitbewegen.
Ein weiteres Problem entsteht bei zu hohem Pressdruck. Beim Herauslösen des Presslings können lokale Zugspannungen auftreten, die nach ihrer Relaxation häufig zu kraterförmigen Rissen im Grünling führen. Dennoch hat sich das uniaxiale Pressen zu einem Großserien-tauglichen Verfahren entwickelt.

##### Isostatisches Pressen
Beim isostatischen Pressen ist der Pressdruck in alle Richtungen gleich groß. Diese Methode eignet sich gut für kleine Teile mit hoher Isotropie und gleichmäßiger Verdichtung und ist zudem günstig für anspruchsvolle Prototypen und Fertigung in Kleinserien.

#### Gießen
Neben dem Pressen wird auch das Gießen als Formgebungsverfahren angewendet. Dazu benötigt man gießfähige Schlicker (mit organischen Zusätzen), die einen Wasser- beziehungsweise Lösungsmittelgehalt von über 30 % aufweisen. Per Hohlguss werden Hohlkörper mit gleichmäßiger Wandstärke erzeugt. Für massive Bauteile ist der Kernguss (beispielsweise in Gipsformen) geeignet.
Für spezielle Anwendungen werden zudem die Verfahren Druckguss, Spritzguss (siehe auch Pulverspritzgießen) und Folienguss verwendet, mit denen man Werkstücke besonderer Geometrie herstellen kann, und ggf. mit spezifischen Eigenschaften.

#### Plastische Formgebung
Für Bauteile, die eine sehr komplexe Geometrie erhalten sollen, ist das plastische Formgebungsverfahren häufig sinnvoll. Dazu gehört beispielsweise die Extrusion oder das Pulverspritzgießen: Eine beheizte Schnecke presst dabei Rohmaterial in das formgebende Endstück oder Negativwerkzeug hinein. Das Grundmaterial, das für dieses Verfahren verwendet wird, unterscheidet sich jedoch sehr stark von normalem Sinterpulver.

##### Lasersintern
Beim Lasersintern erhitzt ein Laserstrahl punktweise das Rohmaterial, das in Schichten aufgetragen wird. Dadurch ist eine sehr freie Formgebung möglich, aber die Produktion ist zeitaufwändig.

### Verdichtung
Ist Formgebung und Trocknung abgeschlossen, folgt die Hochtemperaturbehandlung der Grünlinge. Bei Silikatkeramiken betragen die Temperaturen 800 °C bis 1400 °C, bei technischen Keramiken bis zu 2500 °C. Während dieses Vorgangs, der als Sintern bezeichnet wird, kommt je nach Porosität des Festkörpers (30 bis 60 Vol-%) eine lineare Schwindung um 10 bis 25 % zustande. Zudem gibt es auch schwindungsfreie Sintermechanismen (z. B. Oberflächendiffusion). Dabei nehmen Dichte (außer bei schwindungsfreiem Sintern) und Festigkeit zu. Man beachte, dass die Sinterfähigkeit mit abnehmendem Partikelradius zunimmt. Abhängig vom Schmelzphasenanteil im Werkstoff unterscheidet man zwischen verschiedenen Arten des Sinterns:

#### Festphasensintern
Festphasensintern findet bei Temperaturen statt, die unterhalb des Schmelzpunktes der am niedrigsten schmelzenden Komponente liegen. Dabei sind evtl. vorhandene Eutektika zu berücksichtigen, die die Liquidustemperatur stark herabsetzen – auch diese Temperaturen dürfen bei entsprechender Zusammensetzung nicht überschritten werden. Alle Komponenten müssen im festen Zustand vorliegen.

#### Flüssigphasensintern und Reaktionssintern
Beim Flüssigphasensintern sind neben höherschmelzenden auch niedrigschmelzende Komponenten beteiligt, so dass es bei Erhitzung zur Schmelze eines Teils der Ausgangsstoffe kommt. Eine andere Möglichkeit bietet das Sintern durch viskoses Fließen, wobei in diesem Fall ein hoher Schmelzanteil vorliegt. Anders als metallische Schmelzen weisen silicatische Schmelzen, wie sie bei Keramiken vorliegen, in der Regel eine hohe Viskosität auf.
Beim Reaktionssintern wird der Sintervorgang absichtlich von einer chemischen Reaktion überlagert. Es entsteht eine weitere neue Phase.

#### Sinterstadien
Im Wesentlichen teilt man den Sintervorgang in drei Sinterstadien ein:
Anfangsbereich
Es kommt hierbei zu einer Teilchenumordnung, wobei erste Kontakte gebildet werden. Es entstehen Hälse. Diese erniedrigen die Gesamtenergie durch den Abbau von Oberfläche. Die Dichteänderung in diesem Anfangsstadium beträgt etwa + 10 %, was einer Längenschrumpfung (ohne zusätzlicher Reaktion) von 3,1 % entspricht. Der Stofftransport erfolgt anhand von Gasdiffusion, Oberflächendiffusion, Korngrenzendiffusion und Volumendiffusion. Es ist anzumerken, dass die Oberflächendiffusion wesentlich schneller ist als die Korngrenzendiffusion oder Volumendiffusion.
Zwischenbereich
Es folgt Halswachstum und eine allmähliche Bildung von Korngrenzen. Kennzeichnend ist die Entstehung eines Porenkanalsystems, durch das die Gase entweichen können. Damit wird verhindert, dass das Werkstück platzt, und es können zudem leichter beziehungsweise schneller Atome von außen nach innen diffundieren. Die Dichteänderung macht in diesem Bereich ihren größten Sprung (+30 %), während die Schrumpfung um etwa 10 % voranschreitet. Der Stofftransport erfolgt nur noch durch Korngrenzen- und Volumendiffusion.
Endbereich
Im Endbereich kommt es zu weiterem Kornwachstum, wobei große Körner teilweise kleine Körner „verschlucken“ (Riesenkorn-Wachstum, das in der Regel nicht erwünscht ist). Poren werden reduziert beziehungsweise eliminiert. Der Körper schrumpft dabei um weniger als 3 % und die Dichte nimmt um weitere 5 % zu.

### Gefüge von Sinterzeug
Die technisch-industrielle Bezeichnung für keramische Werkstoffe ist „Sinterzeug“. Deren für technische Anwendungen wichtige Basiseigenschaften wie Festigkeit, Bruchzähigkeit, Verschleiß- und Thermoschockfestigkeit sowie Korrosionsbeständigkeit lassen sich auf das „Gefüge“, d. h. auf den mikrostrukturellen Aufbau des Werkstoffes zurückführen.
Folgende Faktoren bestimmen das Gefüge:
- Korngröße
- Kornform und -verteilung
- Kornorientierung
- Phasengehalt
- Porosität.

### Chemisch-mineralogische Vorgänge beim Sintern von Porzellan
Beim Erhitzen von Ton finden zahlreiche chemische Vorgänge statt. Aus der Tonsubstanz (Al2O3 · 2 SiO2 · 2 H2O) entsteht durch Abgabe von Wasser Metakaolin Al2O3 · 2 SiO2 + 2 H2O, woraus sich der schuppenförmige (Primär-)Mullit (Al2O3 · 2 SiO2) bildet. Ab einer Temperatur von 950 °C kommt es zum Aufschmelzen des Feldspates K2O · Al2O3 · 6 SiO2, Na2O · Al2O3 · 6 SiO2 beziehungsweise CaO · Al2O3 · 2 SiO2. Die Alkalioxide, die als Flussmittel dienen, können somit in die Masse gelangen. Dadurch bildet sich eine hochviskose Schmelze und der vorhandene Quarz löst sich darin, was eine Zunahme der Zähigkeit zur Folge hat. Dies bewirkt, dass der Scherben auch bei Temperaturerhöhung stabil bleibt und nicht in sich zusammensinkt. Die Schmelze hat zudem den Vorteil, dass sie zum Teil die Poren schließen kann. Beim Abkühlen dieser Schmelze entsteht eine Glasphase, in der sich teilweise Mullit und Cristobalit als Hauptphasen auskristallisieren.

## Andere Werkstoffe
Im Bereich der Kunststoffe gibt es auch einige Anwendungen, die sich aber nicht immer durchsetzen. Die Produktwerbung erzeugt Erwartungen, die sich in der Praxis als unzutreffend erweisen können: So wurden um 1970 bei Einführung der Massenproduktion gesinterte, trüb durchscheinende Skibeläge aus farblosem Polyethylen entwickelt, für die kein Skiwachs mehr erforderlich sein sollte. Im Laufe der Zeit hat sich herausgestellt, dass Skiwachs je nach den Umgebungsbedingungen eine Anpassung erlaubt, die durch den Skibelag allein nicht gegeben ist.
Polytetrafluorethylen wurde unter der Bezeichnung Teflon für die Beschichtung von Bratpfannen gepriesen. Es wird jedoch durch ein Erhitzen ab etwa 260 °C zersetzt, wobei giftige Dämpfe entstehen. Dieser Effekt sorgte für Verunsicherung bei den Verbrauchern. Inzwischen können bei der Produktion durch Zusätze (Compoundierung) bei Sintern die Eigenschaften des Materials verändert werden.
Eine sich durchgesetzte Anwendung im Bereich Kunststoffe ist die Verwendung von PE zum Sintern hochporöser Werkstoffe mit Einsatzgebieten wie der Filtrierung, der Begasung und dem Kapillartransport oder der Schalldämpfung.

## Verfahren zur Qualitätssicherung
Die Thermogravimetrische Analyse (TGA) ist ein Verfahren, bei der gemessen wird, wie sich die Masse einer Probe in Abhängigkeit von der Temperatur ändert. Dabei wird die Probe in einen Ofen mit eingebauter Waage hineingelegt. Gemessen wird mit konstanter oder alternierender Temperatur, entsprechend wird von einer statischen oder dynamischen Analyse gesprochen.
Weiters kann die Messung unter einer definierten Atmosphäre stattfinden, um Reaktionsverläufe (beispielsweise die Oxidation eines Materials) bestimmen zu können.
Ein weiteres Analyseverfahren ist die Dilatometrie. Hierbei bestimmt man die Längenänderung einer Probe in Abhängigkeit von der Temperatur. Auch die Differentialthermoanalyse sei erwähnt, bei der man energetische Änderungen in Abhängigkeit von der Temperatur misst.